# Hyporhagus punctulatus
Hyporhagus punctulatus är en skalbaggsart som beskrevs av Thomson 1860. Hyporhagus punctulatus ingår i släktet Hyporhagus och familjen barkbaggar. Utöver nominatformen finns också underarten H. p. punctulatus.